# Igalamela-Odolu
Igalamela-Odolu è una delle ventuno aree a governo locale (local government areas) in cui è suddiviso lo stato di Kogi, in Nigeria. Estesa su una superficie di 2.175 km², conta una popolazione di 148.020 abitanti.